# Aldermeneilanden
De Aldermeneilanden (ook Aldermaneilanden) zijn een kleine groep rotsige eilandjes ten zuidoosten van de Mercury Bay aan het Noordereiland van Nieuw-Zeeland. Ze behoren tot de regio Waikato.
De eilanden werden door kapitein Cook "the Court of Aldermen" genoemd toen hij deze op 3 november 1769 aandeed. De vier onbewoonde eilanden Hongiora, Middle Island, Ruamahuanui en Ruamahuaiti zijn vulkanische restanten. De totale oppervlakte bedraagt minder dan 1 km².

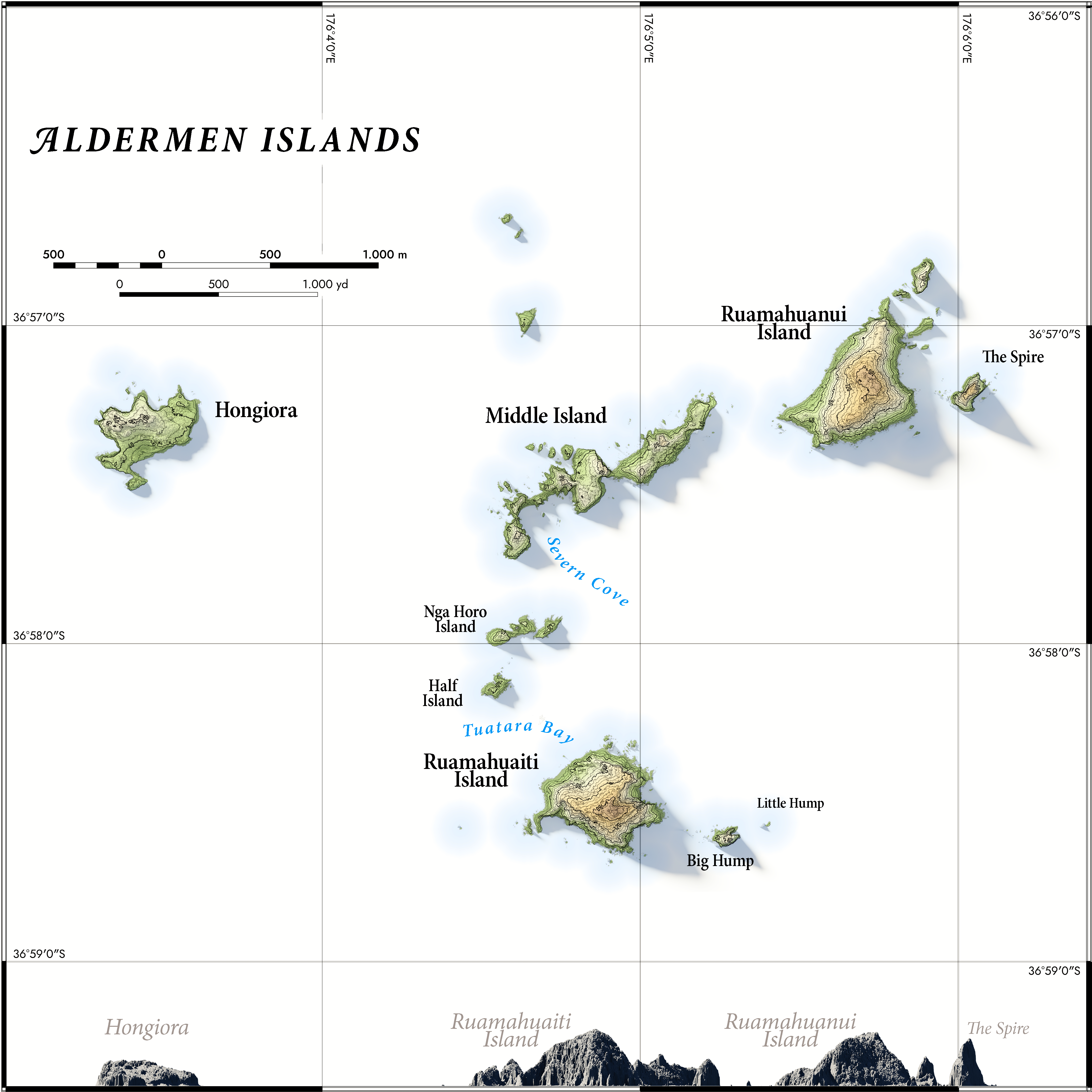
Kaart van de Andermeneilanden

## Archeologie
Het wetenschappelijk onderzoek naar het bewijs van de vroegere Maori-bewoning van de Aldermen Islands wordt grondig gedocumenteerd door Moore.
Dit onderzoek integreert inzichten uit verschillende historische verslagen en veldwaarnemingen die door verschillende auteurs zijn gemeld.
Tijdens de eerste verkenning van de Aldermen Islands slaagden vroege waarnemers zoals Sladden en Falla, en Cochrane er niet in zichtbare tekenen van eerdere Maori-bewoning te identificeren. De onderzoeken uitgevoerd door Bell et al. tijdens de jaren 1951-58 onthulden echter intrigerende aanwijzingen op zowel Ruamahuanui als Middle Island. Het historische verslag van Captain Cook uit 1769 getuigde van de bewoning van de eilanden, en de waarnemingen van Wade in 1842, tijdens een tijdelijk verblijf op Ruamahuaiti, merkten overblijfselen van hutten en overvloedige wilde kool in de buurt van Tuatara Bay op.
De gedetailleerde beschrijving van de eilanden werd beschikbaar na het bezoek van Sladden en Falla (cit. opt.), en het latere bezoek van Cochrane in 1959 concludeerde dat de vegetatie "cultureel ongewijzigd" leek. Desondanks suggereerden eerdere rapporten van Bell et al. en Falla bewijs van vuren op ten minste enkele van de eilanden.
De eilanden herbergen een aanzienlijke populatie Pterodroma macroptera (grijze pijlstormvogel) en Sphenodon punctatus (tuatara), beide bekend om het bouwen van holen. De gecombineerde impact van intensief graven, vooral zichtbaar in gebieden zoals Hongiora, samen met gecontroleerde verbranding, wordt verondersteld een cruciale rol te hebben gespeeld bij het uitwissen van sporen van een eerdere Maori-bevolking.
Een cruciaal onderdeel van dit onderzoek omvat beschrijvingen van archeologische sites die zijn samengesteld tijdens het wetenschappelijke kamp van de Auckland University Field Club in mei 1972. Hoewel deze beschrijvingen en bijbehorende schetskaarten beknopt zijn vanwege tijdsbeperkingen en beperkte apparatuur, bestaat er toch een duidelijke mogelijkheid dat er extra sites op de eilanden zijn.

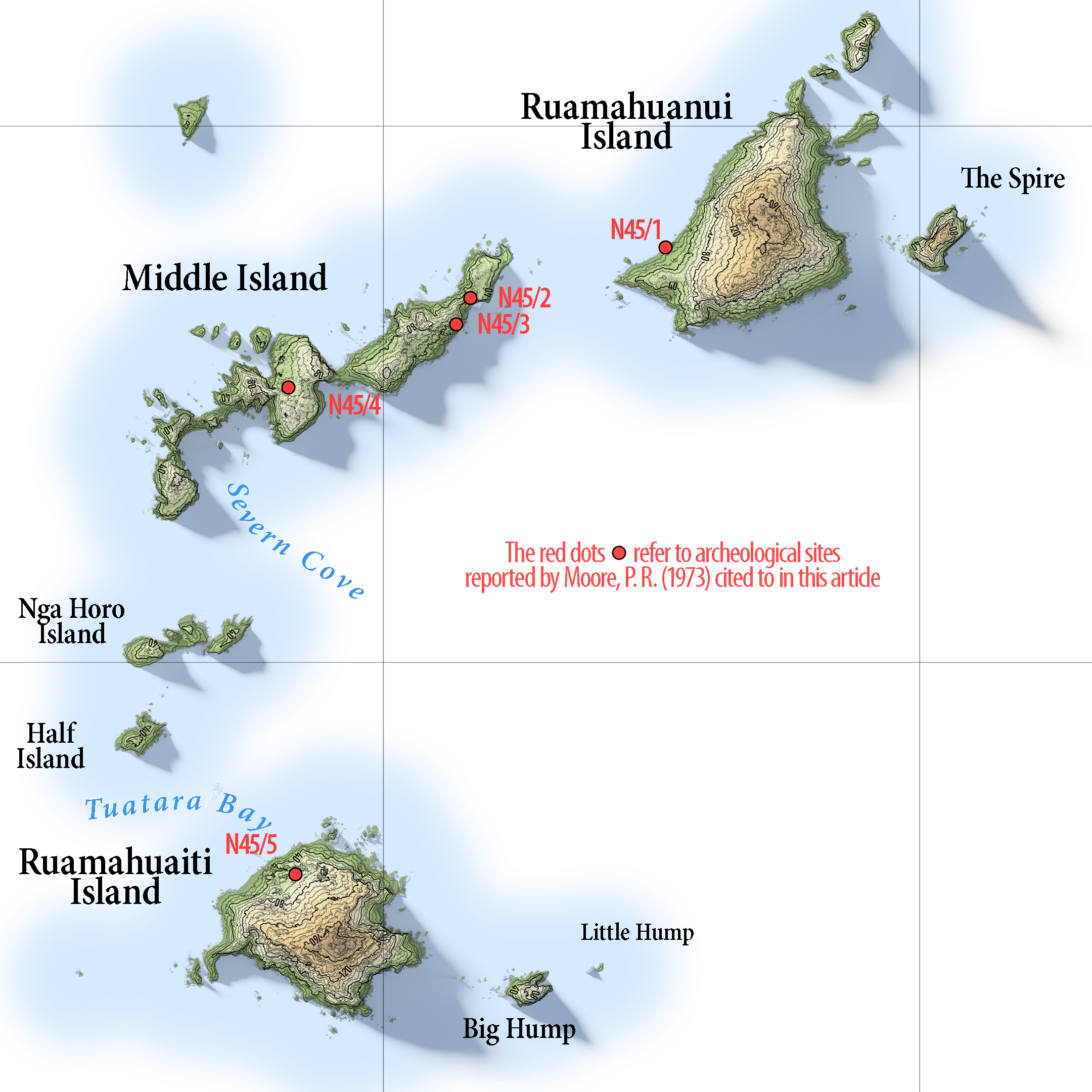
Locatie van archeologische overblijfselen

### Ruamahuanui
Een enkele geregistreerde site (N45/1, zie de figuur in het artikel) komt overeen met de observatie van Blackburn in 1958. Deze site heeft een klein terras, ongeveer 12 m bij 6 m, gelegen op 10 m boven het strand, met stenen muren aan twee zijden. Sporen van schelpen liggen verspreid over het terras en strekken zich verder uit de kloof in.

### Middle Island
Drie geregistreerde sites omvatten N45/2, gepositioneerd op een zuidwaarts hellende richel op meer dan 40 m boven steile kliffen. Toegang tot deze site is mogelijk via een steile kloof of een smalle, gevaarlijke richel. Obsidiaan, schelpen en visbotten werden verspreid gevonden in het gebied. N45/3, een klein terras 5-6 m boven het strand, onthult concentraties van schelpen. N45/4, de grootste en meest intrigerende site, heeft stenen keerwanden en terrassen, wat wijst op potentieel gebruik voor cultivering.

### Ruamahuaiti
Opvallende terrassering op dit eiland (N45/5) bestaat uit negen belangrijke niveaus gelegen op de meest noordelijke richel. Deze site vertoont sporen van schelpen, visbotten, obsidiaan en artefacten, wat wijst op mogelijke Archaïsche Maori-bezetting.

### Hongiora
Hoewel er geen specifieke sites zijn geregistreerd, werden twee obsidiaanschilfers verzameld bij een zoetwaterbron. De discussie omvat bewijsmateriaal met betrekking tot metselwerk, kuilen, schelpenbedden en vegetatie op de eilanden. De nabijheid van Mayor Is., een belangrijke bron van obsidiaan, doet vermoeden dat de eilanden werden gebruikt voor tijdelijke schuilplaatsen of bezoek door kustreizende groepen. Bovendien suggereren historische verslagen frequente bezoeken door mutton-birding-partijen, waarbij de belangrijke rol van de eilanden als voedselbron voor vroege Maori's in de regio wordt benadrukt.